# پوریا ساوه شمشکی
پوریا ساوه شمشکی (زادهٔ ۱۰ اردیبهشت ۱۳۶۶ در تهران) اسکی‌باز اهل ایران است که در المپیک زمستانی ۲۰۱۰ که در ونکوور کانادا برگزار می‌شد، به همراه برادرش، حسین ساوه شمشکی، در بازی‌های المپیک زمستانی ۲۰۱۰ برای ایران شرکت کرد.